# Khnatsakh (Syunik)
Pour les articles homonymes, voir Khnatsakh.
Khnatsakh (en arménien Խնածախ) est une communauté rurale du marz de Syunik en Arménie. En 2008, elle compte 1 100 habitants.